# Follow My Lead
Follow My Lead – szósty singiel amerykańskiego rapera 50 Centa z albumu Curtis. Produkcją utworu zajął się Tha Bizznes. Oprócz 50 Centa możemy usłyszeć również Robina Thicke. Wcześniej planowany jako piąty singel, ale zamiast Follow My Lead wydano I’ll Still Kill, a Follow My Lead przesunięto i został wydany jako szósty singel w lutym 2008 roku.